# Бурная (крепость)
Бурная — российская крепость на территории современного Дагестана. Возведена в 1821 году, на горе Тарки-Тау. Располагалась на левом фланге Кавказской укреплённой линии.

## История
В 1820 году командующий Отдельным Кавказским корпусом, главноуправляющий гражданской частью и пограничными делами в Грузии, Астраханской и Кавказской губерниях генерал Ермолов решил возвести над Тарками укрепление, для обороны резиденции кумыкских шамхалов и завершения Сунженской линии крепостей России на Северном Кавказе. Ермолов пересёк Кумыкскую равнину, вышел к морю и заложил на берегу Каспия крепость Бурную тем самым отрезав чеченцев от кумыков и прибрежного Дагестана.
В апреле 1821 года сильный царский отряд из четырёх батальонов пехоты, двухсот линейных казаков и четырнадцати орудий, переправившись через реку Сулак в Казиюрте, занял Тарки. С отрядом прибыл начальник штаба Отдельного Кавказского корпуса генерал-майор Вельяминов и заложил новую крепость, названную Отрадной. Ермолов переименовал её впоследствии в Бурную. Местность, выбранная для крепости, находилась на западном берегу Каспийского моря на крутой горе, возвышавшейся над узкой и низменной полосой Каспийского побережья, расстилавшейся перед самым селением Тарки. Место под крепкий опорный пункт указано было самими кумыкскими шамхалами.
Название своё Бурная крепость получила от частых ветров по вершинам горы Тарки-тау, дующих здесь со свирепой силой, особенно в зимнее время. Крепость господствовала над всем побережьем Каспийского моря, насколько глаз мог охватить. Но есть мнение, что название должно было пугать «непокорных» горцев.

## Описание
Каменные стены.